# Galba (suessiões)

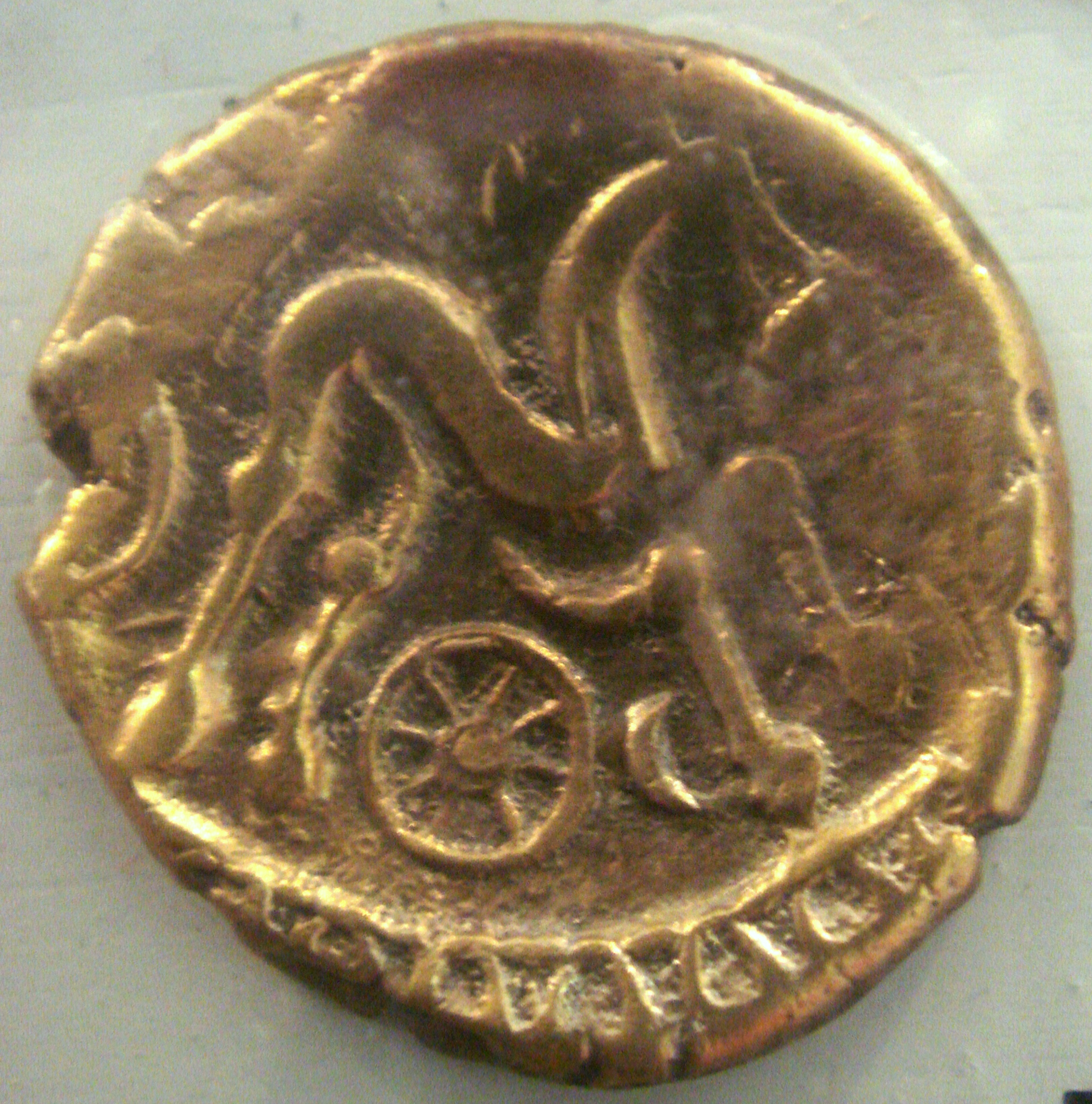
Moeda dos suessiões, de meados do, durante o governo de Galba

Galba (meados do século I a.C.) foi um rei dos suessiões, representante celta da Gália Belga, durante as Guerras da Gália. Quando Júlio César entrou na Gália que ainda era independente do governo Romano (58 a.C.), um número de nações Belgas formaram uma aliança defensiva e aclamaram universalmente Galga como seu comandante chefe. Cesar reconhece Galba pelo seu senso de justiça (iustitia) e inteligência (prudentia).

## Etimologia do nome
Galba, como cognome romano, está associado à um gente Sulpícia. No entanto o mais famoso representante é o Imperador Galba no século I d.C. e também houve o General Sérvio Sulpício Galba, que serviu Júlio César na Gália. Suetónio diz que em gaulês Galba significa "gordura", e Galba é usualmente considerado como origem Celta.